# Fredericksburg, Virginia
Fredericksburg är en stad (independent city) och countyfritt område i den amerikanska delstaten Virginia med en folkmängd som enligt United States Census Bureau uppgår till 24 286 invånare (2010). Staden var en viktig krigsskådeplats i amerikanska inbördeskriget vars minne bevaras i nationalparken Fredericksburg and Spotsylvania National Military Park.

## Historia
Fredericksburg grundades år 1728 och döptes efter Fredrik, prins av Wales.
Första slaget vid Fredericksburg utkämpades i staden och i närheten i Spotsylvania County i december 1862. Nordstaternas trupper under befäl av Ambrose Burnside försökte inta kullen Marye's Heights men misslyckades och förlusterna uppgick till 8 000 stupade. I maj 1863 utkämpades andra slaget vid Fredericksburg. Den gången lyckades nordstaternas trupper under befäl av John Sedgwick inta kullen men bara för att förlora den dagen därpå. Efter kriget blev en del av Marye's Heights en nationell begravningsplats för alla 15 000 som hade stupat i trakten kring Fredericksburg på nordstaternas sida. Första och andra slaget vid Fredericksburg är även kända som första och andra slaget vid Marye's Heights.

## Kommunikationer
Från Fredericksburg utgår en linje av Virginia Railway Express till Union Station i Washington, D.C.